# Большетархово
Большета́рхово — село в России, находится в Нижневартовском районе, Ханты-Мансийского автономного округа — Югры. Входит в состав Городского поселения Излучинск.
Почтовый индекс — 628642, код ОКАТО — 71119904001.

## Климат
Климат резко континентальный, зима суровая, с сильными ветрами и метелями, продолжающаяся семь месяцев. Лето относительно тёплое, но быстротечное.

## Население
| 2010 | 2014 | 2015 | 2016 | 2017 | 2021 |
| ---- | ---- | ---- | ---- | ---- | ---- |
| 449  | ↘426 | ↗432 | ↗436 | ↗437 | ↗578 |